# Werneckia africana
Werneckia africana är en insektsart som beskrevs av Kaneko 1979. Werneckia africana ingår i släktet Werneckia och familjen ekorrlöss. Inga underarter finns listade i Catalogue of Life.